# Entdecke die Bibel
Entdecke die Bibel (Découvrir la Bible) ist eine zwischen 1983 und 1984 erschienene 
frankobelgische Comicserie.

## Hintergrund
Im Auftrag von Larousse bearbeitete Étienne Dahler sowohl das Alte Testament wie auch das Neue Testament für eine Comicveröffentlichung. Die Zeichnungen der verschiedenen Geschichten stammten von José Bielsa (Band 1, 4, 6, 7), Paolo Eleuteri Serpieri (Band 1, 3, 7), Víctor de la Fuente (Band 1, 2, 4, 5, 6, 8), Raymond Poïvet (Band 1, 4, 5, 6, 8), Carlo Marcello (Band 2, 3, 4, 5, 6, 8) und Pierre Frisano (Band 2, 3, 5, 7). Die einzelnen Episoden wurden in acht Sammelbänden zusammengefasst. Die Alben erschienen auch im deutschen Sprachraum.

## Alben
- Die Schöpfung – Die Patriarchen (1/1983)
- Mose – Josua – Die Richter (2/1983)
- Die Könige – Saul, David, Salomo (3/1984)
- Die Propheten in Juda und Israel (4/1984)
- Das Exil in Babylon (5/1984)
- Die Rückkehr nach Jerusalem (6/1984)
- Jesus von Nazareth (7/1984)
- Die Entstehung der Kirche (8/1984)